# Ruisseau d'Arcomie
Le ruisseau d'Arcomie est un  ruisseau du Massif central, affluent de la Truyère, et sous-affluent de la Garonne par le Lot, dans les départements du Cantal et de la Lozère, en régions Auvergne-Rhône-Alpes et Occitanie

## Géographie

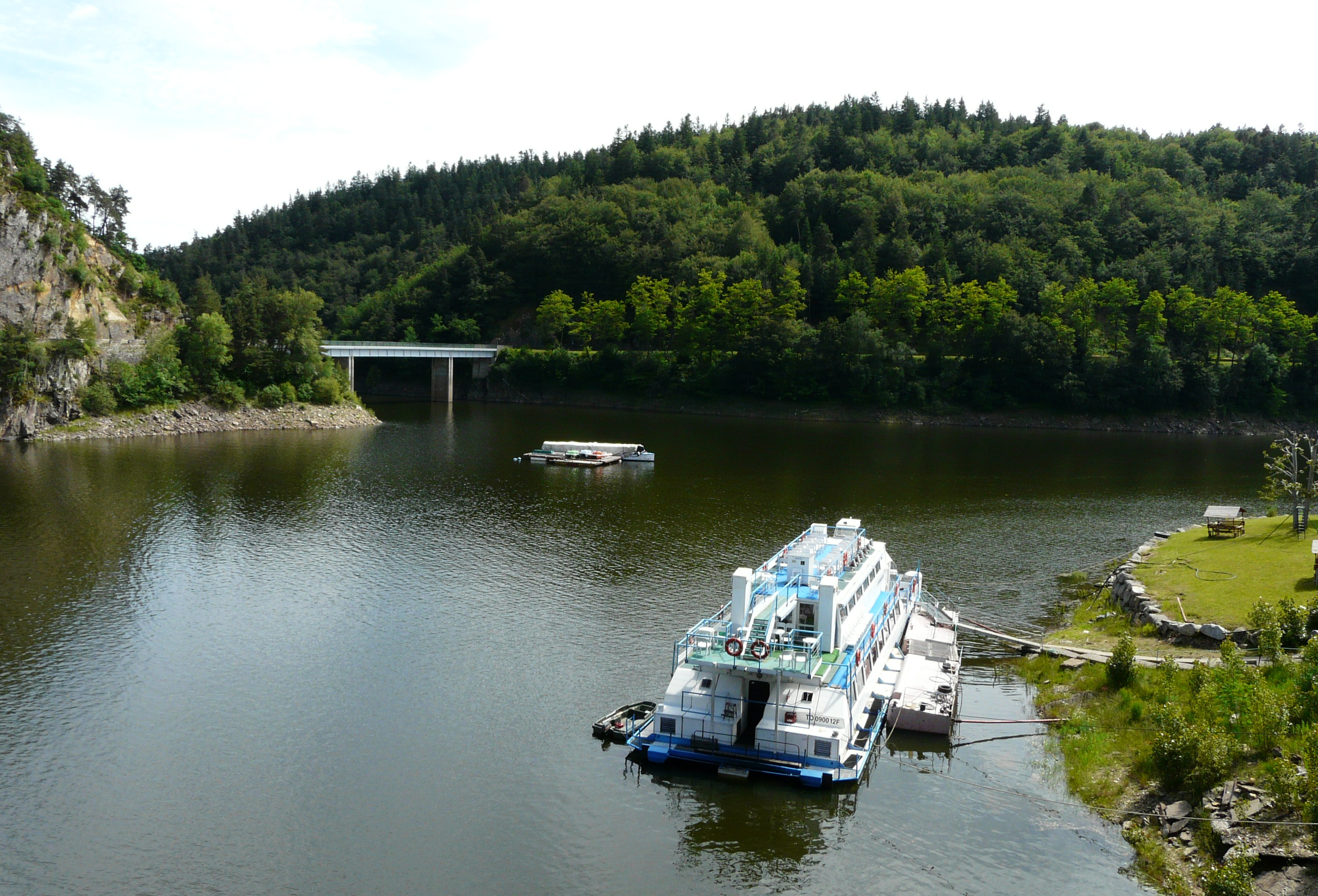
Au fond, sous le pont, le ruisseau d'Arcomie rejoint la Truyère dans le lac de retenue du barrage de Grandval.

Le ruisseau d'Arcomie prend sa source vers 1 030 mètres d'altitude, dans le département de la Lozère, à l'est du lieu-dit Trémouloux, à proximité de l'autoroute A75, sur la commune des Monts-Verts.
Il passe sous la route départementale (RD) 70 près du village d'Arcomie. Il reçoit les eaux du ruisseau de Gourdine et borde le bourg de Saint-Just avant de confluer avec le ruisseau de Saint-Just et de passer sous la RD 448. Il est franchi par la RD 48 avant de recevoir son affluent le ruisseau de Ferval, à proximité du village de Bournoncles.
Sa partie terminale, longue d'environ un kilomètre et demi, est ennoyée par le lac de retenue du barrage de Grandval. Son cours rejoint en rive gauche celui de la Truyère juste après être passé sous la RD 13, à 742 mètres d'altitude, à moins de 500 mètres du viaduc de Garabit, sur la commune de Val d'Arcomie, entre les anciennes communes de Loubaresse et Faverolles, dans le département du Cantal.
Le ruisseau d'Arcomie, globalement de direction sud-sud-est/nord-nord-ouest est long de 19,6 km.

### Départements et communes traversés
Dans les départements de la Lozère et du Cantal, le ruisseau d'Arcomie arrose trois communes, soit d'amont vers l'aval : Les Monts-Verts (source) et Albaret-Sainte-Marie en Lozère, ainsi que Val d'Arcomie, dans le Cantal.

### Toponymes
Le nom d'Arcomie se retrouve sur celui de la commune nouvelle de Val d'Arcomie, ainsi qu'au village d'Arcomie (ancienne commune intégrée à celle des Monts-Verts).

### Bassin versant
Le bassin versant du ruisseau d'Arcomie s'étend sur 54 km2. Ce bassin versant est constitué à 53,14 % de « territoires agricoles », à 46,27 % de « forêts et milieux semi-naturels », et à 1,10 % de « territoires artificialisés ». 

## Affluents
Le ruisseau d'Arcomie a six affluents référencés par le Sandre, dont trois — tous en rive gauche — portent un nom ; d'amont vers l'aval on trouve :
- le ruisseau de Gourdine[4], long de 5,6 km ;
- le ruisseau de Saint-Just[5], 2,9 km ;
- le ruisseau de Ferval[6], 4,5 km.

Le ruisseau d'Arcomie ayant plusieurs sous-affluents, son rang de Strahler est de trois.